# Jennifer Connelly
Jennifer Lynn Connelly, född 12 december 1970 i Cairo i Greene County i New York, är en amerikansk skådespelare och fotomodell. Connelly tilldelades en Oscar för bästa kvinnliga biroll för A Beautiful Mind.

## Biografi

### Uppväxt
Connelly föddes i den lilla staden Cairo i Catskill Mountains i delstaten New York, men växte upp i Brooklyn Heights i Brooklyn i New York.

### Karriär
Jennifer Connellys karriär började när hon vid 10 års ålder fick kontrakt av företaget Ford Modeling Agency. Mellan 1986 och 1988 var hon med på flera omslag av den amerikanska tonårstidningen Seventeen Magazine och blev mycket populär på den japanska marknaden för sin skönhet och karisma.
Hennes debut som skådespelare kom i filmen Once Upon a Time in America (1984) som den unga Deborah Gelly, och sin första huvudroll fick hon i Dario Argentos skräckfilm Phenomena (1985).
Rollen som gjorde henne till stjärna var huvudrollen i fantasyfilmen Labyrint (1986). Hon spelade Sarah, en tonåring som försöker att rädda sin lillebror Toby från Goblins värld som regeras av kung Jareth, spelad av David Bowie. Filmen har blivit något av en klassiker och har fortfarande fans.
Det dröjde dock till mitten av 1990-talet innan hon fick tillfälle att visa sin förmåga att gestalta mer mogna roller
I independentfilmen Far Harbor (1996) spelade hon en rollkaraktär som skilde sig från dem hon tidigare porträtterat. Därefter spelade hon i ett antal mindre men kvalitativa filmer såsom Kärlek och hämnd (1997) och Waking the Dead (2000). I den första spelade hon Eleanor, en av tre döttrar till miljonären Lioyd Abbot. I den andra, som baserades på en roman från 1986 med samma namn spelade hon Sarah.
28 mars 2014 var det premiär för hennes andra film Noah, baserad på historien om Noaks Ark med regissören Darren Aronofsky och skådespelaren Russell Crowe.

### Privatliv
Under inspelningen av A Beautiful Mind träffade hon sin blivande make, den brittiske skådespelaren Paul Bettany. De har tillsammans sonen Stellan (döpt efter Stellan Skarsgård) född 2003 och en dotter Agnes född 2011. Sedan tidigare har hon en son med fotografen David Dugan.

## Filmografi (i urval)
- 1984 – Once Upon a Time in America
- 1985 – Phenomena (även känd som Creepers)
- 1985 – Dario Argento's World of Horror
- 1985 – Seven Minutes in Heaven
- 1986 – Labyrint
- 1988 – Étoile
- 1988 – Kära systrar
- 1990 – The Hot Spot
- 1991 – Rocketeer
- 1991 – Career Opportunities
- 1993 – The Heart of Justice (TV-film)
- 1994 – Of Love and Shadows
- 1995 – Livets hårda skola
- 1996 – Far Harbor
- 1996 – Mulholland Falls
- 1997 – Kärlek och hämnd
- 1998 – Dark City
- 1999 – Waking the Dead
- 2000 – The Street (TV-serie)
- 2000 – Pollock
- 2000 – Requiem for a Dream
- 2001 – A Beautiful Mind
- 2003 – Ett hus av sand och dimma
- 2003 – Hulk
- 2005 – Dark Water
- 2006 – Little Children
- 2006 – Blood Diamond
- 2007 – Reservation Road
- 2008 – Bläckhjärta
- 2008 – The Day the Earth Stood Still
- 2009 – Dumpa honom!
- 2009 – 9 (röst)
- 2009 – Creation
- 2010 – Virginia
- 2011 – The Dilemma
- 2011 – Salvation Boulevard
- 2012 – Stuck in Love
- 2014 – Winter's Tale
- 2014 – Aloft
- 2014 – Noah
- 2014 – Shelter
- 2016 – American Pastoral
- 2017 – Spider-Man: Homecoming (röst)
- 2017 – Only the Brave
- 2018 – Alita: Battle Angel
- 2020 – Snowpiercer (TV-serie)
- 2022 – Top Gun: Maverick
- 2023 – Dark Matter (TV-serie)